# Sambuca (strumento musicale)
Il nome sambuca era la latinizzazione del corrispettivo nome greco sambýkē, a sua volta di derivazione orientale. La tradizione attribuisce al poeta lirico greco Ibico l'invenzione dello strumento. Era simile ad una piccola arpa o a un salterio e come suono paragonabile a quello della lira, anch'esso strumento musicale di origine greca.

## Altri strumenti
Nel medioevo il nome sambuca veniva attribuito a diversi strumenti a fiato, quali il flauto, la cornamusa, il trombone, o a strumenti corde, come la ghironda, una piccola arpa triangolare, uno strumento descritto molto spesso nei miti e poemi. Prima erano costruite con il legno, nella nostra epoca, in metallo.

Tra gli strumenti a fiato medievali chiamati sambuca vi era un piccolo flauto costruito con legno di sambuco dalla cui la pianta avrebbe ereditato il nome. In un antico vocabolario sul vloyt, in italiano,  flauto,  si dice che la sambuca sia:
(Fundgruben, volume 1, pagina 368)
Isidoro di Siviglia descrive la sambuca nell'opera Etymologiae come:
(Isidoro di Siviglia, Etymologiae, vol. 2, cap. 20)